# 2. Tennis-Bundesliga (Damen) 2006
Die 2. Tennis-Bundesliga der Damen wurde 2006 zum achten Mal ausgetragen. Sie wurde in die 2. Bundesliga-Nord und -Süd aufgeteilt, in der jeweils sieben Mannschaften um den Aufstieg in die Erstklassigkeit kämpften.

## Spieltage und Mannschaften
| Spieltage                                  |
| ------------------------------------------ |
| 1. Spieltag: Mo., 1. Mai 2006, 11:00 Uhr   |
| 2. Spieltag: So., 14. Mai 2006, 11:00 Uhr  |
| 3. Spieltag: So., 21. Mai 2006, 11:00 Uhr  |
| 4. Spieltag: So., 28. Mai 2006, 11:00 Uhr  |
| 5. Spieltag: Mo., 5. Juni 2006, 11:00 Uhr  |
| 7. Spieltag: Fr., 9. Juni 2006, 13:00 Uhr  |
| 8. Spieltag: So., 11. Juni 2006, 11:00 Uhr |

| Mannschaften der 2. BL Nord    |
| ------------------------------ |
| Großflottbeker THGC            |
| Lintorfer TC 1972              |
| TC Blau-Weiß Dresden-Blasewitz |
| TC Blau-Weiss Halle            |
| TC Moers-Asberg                |
| TC WattExtra Bocholt           |
| THC im VfL Bochum 1848         |

| Mannschaften der 2. BL Süd     |
| ------------------------------ |
| BASF TC Blau-Weiß Ludwigshafen |
| MTTC Iphitos München           |
| Ski-Club Ettlingen             |
| TC Augsburg                    |
| TC Schwarz-Weiß Bous           |
| TC Weiß-Blau Würzburg          |
| VfL Sindelfingen 1862          |

## 2. Tennis-Bundesliga Damen Nord

### Abschlusstabelle
|     | Mannschaft                     | Begegnungen | Punkte | Matches | Sätze | Spiele  |
| --- | ------------------------------ | ----------- | ------ | ------- | ----- | ------- |
| 01. | THC im VfL Bochum 1848         | 6           | 12:0   | 41:13   | 87:30 | 615:398 |
| 02. | TC WattExtra Bocholt           | 6           | 10:2   | 43:11   | 89:35 | 660:451 |
| 03. | Lintorfer TC 1972              | 6           | 8:4    | 32:22   | 70:46 | 546:469 |
| 04. | TC Blau-Weiss Halle            | 6           | 6:6    | 22:32   | 47:70 | 491:585 |
| 05. | TC Blau-Weiß Dresden-Blasewitz | 6           | 4:8    | 23:31   | 54:68 | 532:551 |
| 06. | Großflottbeker THGC            | 6           | 2:10   | 15:39   | 36:80 | 415:577 |
| 07. | TC Moers-Asberg                | 6           | 0:12   | 13:41   | 30:84 | 345:573 |

### Mannschaftskader
| Pos. | Name               |
| ---- | ------------------ |
| 1    | Maria Geznenge     |
| 2    | Tanja Stegkämper   |
| 3    | Tanja Karsten      |
| 4    | Marlen Mesgarzadeh |
| 5    | Christine Süß      |
| 6    | Regina Melosch     |
| 7    | Jessica Seck       |
| 8    | Kawana Hamaura     |
| 9    | Annkatrin Kruhl    |
| 10   | Wenche Mandel      |
| 11   | Anna Volquardsen   |
| 12   | Simone Koch        |
| 13   | Carola Bleeker     |
| 14   | Sabine Sievers     |
| 15   | Miriam Traumann    |
| 16   |                    |

| Pos. | Name               |
| ---- | ------------------ |
| 1    | Nastassja Jakimawa |
| 2    | Tazzjana Putschak  |
| 3    | Michaela Paštiková |
| 4    | Dominika Nociarová |
| 5    | Franziska Etzel    |
| 6    | Tessy van de Ven   |
| 7    | Daniela Kalthoff   |
| 8    | Kelly de Beer      |
| 9    | Daniëlle Harmsen   |
| 10   | Ines Heise         |
| 11   | Jessica Homberg    |
| 12   | Nina Bruckmann     |
| 13   | Sina Ladage        |
| 14   | Olga Fedosseeva    |
| 15   | Johanna Hansen     |
| 16   | Alexandra Diehl    |

| Pos. | Name              |
| ---- | ----------------- |
| 1    | Alberta Brianti   |
| 2    | Lenka Tvarovskova |
| 3    | Lydia Steinbach   |
| 4    | Zuzana Zálabská   |
| 5    | Diana Eriksson    |
| 6    | Melanie Rehmann   |
| 7    | Maike Koutstaal   |
| 8    | Tatiana Krišková  |
| 9    | Eva Melicharová   |
| 10   | Marina Youdanov   |
| 11   | Marketa Vanek     |
| 12   | Tamara Mamedowa   |
| 13   | Sophia Opitz      |
| 14   | Tina Hofmann      |
| 15   |                   |
| 16   |                   |

| Pos. | Name                |
| ---- | ------------------- |
| 1    | Lucie Šafářová      |
| 2    | Olga Brózda         |
| 3    | Dessislawa Topalowa |
| 4    | Celine Beermann     |
| 5    | Christine Sperling  |
| 6    | Natalie Fehse       |
| 7    | Nadja Kusterer      |
| 8    | Inga Albers         |
| 9    | Stephanie Liebich   |
| 10   | Linda Quade         |
| 11   | Edita Milos         |
| 12   | Katharina Felder    |
| 13   | Luise Zink          |
| 14   |                     |
| 15   |                     |
| 16   |                     |

| Pos. | Name                   |
| ---- | ---------------------- |
| 1    | Eva Pera               |
| 2    | Olga Kalyuzhnaya       |
| 3    | Frederica van Adrichem |
| 4    | Kim Kilsdonk           |
| 5    | Laurette van der Knaap |
| 6    | Dorian Driessen        |
| 7    | Claira Lablans         |
| 8    | Barbara Jaspers        |
| 9    | Laura van de Stroet    |
| 10   | Anouk Tigu             |
| 11   | Nienke Strijbis        |
| 12   | Mireille Bink          |
| 13   | Iris Ulenaers          |
| 14   | Femke Strijbis         |
| 15   | Viktoria Varga         |
| 16   | Janina Schauerte-Lüke  |

| Pos. | Name              |
| ---- | ----------------- |
| 1    | Renata Voráčová   |
| 2    | Danica Krstajić   |
| 3    | Silvija Talaja    |
| 4    | Karolina Kosińska |
| 5    | Imke Küsgen       |
| 6    | Amanda Hopmans    |
| 7    | Marielle Hoogland |
| 8    | Nicole Thijssen   |
| 9    | Michaela Rütten   |
| 10   | Anouk Sterk       |
| 11   | Dorien Wamelink   |
| 12   | Birthe Völzke     |
| 13   | Manuela Heumer    |
| 14   | Barbara Hamann    |
| 15   |                   |
| 16   |                   |

| Pos. | Name                       |
| ---- | -------------------------- |
| 1    | Lucie Hradecká             |
| 2    | Barbora Záhlavová-Strýcová |
| 3    | Eva Hrdinová               |
| 4    | Marija Kondratjewa         |
| 5    | Stanislava Hrozenská       |
| 6    | Justine Ozga               |
| 7    | Julia Babilon              |
| 8    | Hanna Krampe               |
| 9    | Carina Kämpfer             |
| 10   | Magdalena Ploch            |
| 11   | Carolin Roßkothen          |
| 12   | Sarah Schneider            |
| 13   |                            |
| 14   |                            |
| 15   |                            |
| 16   |                            |

### Ergebnisse
| Datum/Uhrzeit      | Heimmannschaft                 | Gastmannschaft                 | Matches | Sätze | Spiele |
| ------------------ | ------------------------------ | ------------------------------ | ------- | ----- | ------ |
| Mo. 1. Mai 11:00   | Großflottbeker THGC            | TC WattExtra Bocholt           | 0:9     | 2:18  | 52:117 |
| Mo. 1. Mai 11:00   | TC Blau-Weiß Dresden-Blasewitz | Lintorfer TC 1972              | 3:6     | 7:14  | 80:103 |
| Mo. 1. Mai 11:00   | TC Blau-Weiß Halle             | TC Moers-Asberg                | 5:4     | 11:9  | 97:89  |
| So. 14. Mai 11:00  | Lintorfer TC 1972              | THC im VfL Bochum 1848         | 3:6     | 6:12  | 65:96  |
| So. 14. Mai 11:00  | TC WattExtra Bocholt           | TC Blau-Weiß Halle             | 7:2     | 15:5  | 116:69 |
| So. 14. Mai 11:00  | TC Moers-Asberg                | Großflottbeker THGC            | 2:7     | 4:14  | 47:94  |
| So. 21. Mai 11:00  | THC im VfL Bochum 1848         | TC Blau-Weiß Dresden-Blasewitz | 8:1     | 17:3  | 116:66 |
| So. 21. Mai 11:00  | TC WattExtra Bocholt           | TC Moers-Asberg                | 9:0     | 18:2  | 115:53 |
| So. 21. Mai 11:00  | TC Blau-Weiß Halle             | Lintorfer TC 1972              | 1:8     | 2:16  | 57:103 |
| So. 28. Mai 11:00  | THC im VfL Bochum 1848         | TC Blau-Weiß Halle             | 8:1     | 16:3  | 110:65 |
| So. 28. Mai 11:00  | Lintorfer TC 1972              | TC WattExtra Bocholt           | 1:8     | 5:16  | 78:114 |
| So. 28. Mai 11:00  | TC Blau-Weiß Dresden-Blasewitz | Großflottbeker THGC            | 7:2     | 15:6  | 111:80 |
| Mo. 5. Juni 11:00  | Großflottbeker THGC            | THC im VfL Bochum 1848         | 1:8     | 2:17  | 48:110 |
| Mo. 5. Juni 11:00  | TC Moers-Asberg                | Lintorfer TC 1972              | 2:7     | 4:15  | 55:101 |
| Mo. 5. Juni 11:00  | TC Blau-Weiß Halle             | TC Blau-Weiß Dresden-Blasewitz | 7:2     | 14:7  | 107:93 |
| Fr. 9. Juni 13:00  | TC WattExtra Bocholt           | THC im VfL Bochum 1848         | 4:5     | 9:13  | 95:106 |
| Fr. 9. Juni 13:00  | TC Moers-Asberg                | TC Blau-Weiß Dresden-Blasewitz | 2:7     | 4:14  | 42:89  |
| Fr. 9. Juni 13:00  | Großflottbeker THGC            | TC Blau-Weiß Halle             | 3:6     | 7:12  | 74:96  |
| So. 11. Juni 11:00 | THC im VfL Bochum 1848         | TC Moers-Asberg                | 6:3     | 12:7  | 77:59  |
| So. 11. Juni 11:00 | TC Blau-Weiß Dresden-Blasewitz | TC WattExtra Bocholt           | 3:6     | 8:13  | 93:103 |
| So. 11. Juni 11:00 | Lintorfer TC 1972              | Großflottbeker THGC            | 7:2     | 14:5  | 96:67  |

## 2. Tennis-Bundesliga Damen Süd

### Abschlusstabelle
|     | Mannschaft                     | Begegnungen | Punkte | Matches | Sätze | Spiele  |
| --- | ------------------------------ | ----------- | ------ | ------- | ----- | ------- |
| 01. | BASF TC Blau-Weiß Ludwigshafen | 6           | 12:0   | 45:9    | 93:27 | 635:367 |
| 02. | Ski-Club Ettlingen             | 6           | 10:2   | 35:19   | 77:42 | 597:439 |
| 03. | TC Augsburg                    | 6           | 8:4    | 34:20   | 75:52 | 609:481 |
| 04. | TC Schwarz-Weiß Bous           | 6           | 6:6    | 22:32   | 52:70 | 525:592 |
| 05. | VfL Sindelfingen 1862          | 6           | 4:8    | 26:28   | 57:64 | 516:552 |
| 06. | MTTC Iphitos München           | 6           | 2:10   | 20:34   | 48:72 | 485:568 |
| 07. | TC Weiß-Blau Würzburg          | 6           | 0:12   | 7:47    | 20:95 | 278:646 |

### Mannschaftskader
| Pos. | Name                           |
| ---- | ------------------------------ |
| 1    | Nuria Llagostera Vives         |
| 2    | Anastassija Iwanowna Rodionowa |
| 3    | Kyra Nagy                      |
| 4    | Zsófia Gubacsi                 |
| 5    | Eva Fislová                    |
| 6    | Giulia Casoni                  |
| 7    | Tatjana Priachin               |
| 8    | Eva Martincová                 |
| 9    | Dominice Ripoll                |
| 10   | Laura Sadria                   |
| 11   | Svenja Weidemann               |
| 12   |                                |
| 13   |                                |
| 14   |                                |
| 15   |                                |
| 16   |                                |

| Pos. | Name                     |
| ---- | ------------------------ |
| 1    | Alexandra-Anamaria Sere  |
| 2    | Claudia Kuleszka         |
| 3    | Vroni Hinterseer         |
| 4    | Angela Werschel          |
| 5    | Magdalena von Geyr       |
| 6    | Janine Tiszolczy         |
| 7    | Vanessa Kretsch          |
| 8    | Katharina Kostadinow     |
| 9    | Josefin Hjertquist       |
| 10   | Ksenja Siderova          |
| 11   | Iris Karabelas           |
| 12   | Ines Buermeyer           |
| 13   | Susanne Lösel            |
| 14   | Irma Dittrich            |
| 15   | Julia-Christina Landauer |
| 16   | An Nguyen Huu            |

| Pos. | Name               |
| ---- | ------------------ |
| 1    | Sandra Záhlavová   |
| 2    | Andrea Hlaváčková  |
| 3    | Jelena Tschalowa   |
| 4    | Ioana Raluca Olaru |
| 5    | Antonia Tout       |
| 6    | Ellen Linsenbolz   |
| 7    | Mia Buric          |
| 8    | Mirija Cuntz       |
| 9    | Denise Höfer       |
| 10   | Julia Biffar       |
| 11   | Catrin Deck        |
| 12   | Elba Zipfel        |
| 13   | Romina Wiegand     |
| 14   | Katrin Mack        |
| 15   | Nina Rastetter     |
| 16   |                    |

| Pos. | Name                  |
| ---- | --------------------- |
| 1    | Jelena Kostanić Tošić |
| 2    | Sabine Klaschka       |
| 3    | Ana Timotic           |
| 4    | Carmen Klaschka       |
| 5    | Veronika Raimrova     |
| 6    | Michaela Vogel        |
| 7    | Maja Mesanovic        |
| 8    | Laura dell' Angelo    |
| 9    | Martina Ondrackova    |
| 10   | Annabella Weigert     |
| 11   | Caroline Nothnagel    |
| 12   | Jeanette Krupka       |
| 13   | Jennifer Klaschka     |
| 14   | Sarah Kundinger       |
| 15   |                       |
| 16   |                       |

| Pos. | Name                   |
| ---- | ---------------------- |
| 1    | Kristina Barrois       |
| 2    | Mandy Minella          |
| 3    | Ana Vrljic             |
| 4    | Delia Sescioreanu      |
| 5    | Sarah Raab             |
| 6    | Emanuelle Edon         |
| 7    | Patrizia Mayr          |
| 8    | Caroline Schneider     |
| 9    | Davinia Lobbinger      |
| 10   | Tanja Hirschauer       |
| 11   | Martina Lautenschlager |
| 12   | Evelyne Widiger        |
| 13   | Judith König           |
| 14   | Antonie Steinmetz      |
| 15   | Kristina Hiery         |
| 16   | Sandra Spaniol         |

| Pos. | Name             |
| ---- | ---------------- |
| 1    | Nicola Frankova  |
| 2    | Zita Horanyi     |
| 3    | Jennifer Schmidt |
| 4    | Franziska Götz   |
| 5    | Irina Delitz     |
| 6    | Kateřina Vaňková |
| 7    | Jana Macurová    |
| 8    | Petra Raclavská  |
| 9    | Katharina Heil   |
| 10   | Andrea Marquard  |
| 11   | Miriam Bley      |
| 12   | Bianca Kolewe    |
| 13   | Anna-Maria Götz  |
| 14   | Julia Reuß       |
| 15   | Helena Haiduck   |
| 16   |                  |

| Pos. | Name                    |
| ---- | ----------------------- |
| 1    | Kazjaryna Dsehalewitsch |
| 2    | Gabriela Velasco Andreu |
| 3    | Xin-Yun Han             |
| 4    | Laura Bsoul             |
| 5    | Miriam Steinhilber      |
| 6    | Christina Fitz          |
| 7    | Geraldine Donit         |
| 8    | Eva Belbl               |
| 9    | Iveta Vlaskova          |
| 10   | Zina Bretzel            |
| 11   | Julia Hesse             |
| 12   | Nicole Steinhilber      |
| 13   | Jasna Brnjakovic        |
| 14   | Daniela Boog            |
| 15   | Stella Olm              |
| 16   |                         |

### Ergebnisse
Spielfreie Begegnungen werden nicht gelistet.
| Datum/Uhrzeit      | Heimmannschaft                 | Gastmannschaft                 | Matches | Sätze | Spiele  |
| ------------------ | ------------------------------ | ------------------------------ | ------- | ----- | ------- |
| Mo. 1. Mai 11:00   | BASF TC Blau-Weiß Ludwigshafen | TC Schwarz-Weiß Bous           | 9:0     | 18:1  | 113:51  |
| Mo. 1. Mai 11:00   | TC Weiß-Blau Würzburg          | TC Augsburg                    | 2:7     | 5:15  | 59:104  |
| Mo. 1. Mai 11:00   | VfL Sindelfingen 1862          | Ski-Club Ettlingen             | 3:6     | 8:13  | 87:100  |
| So. 14. Mai 11:00  | Ski-Club Ettlingen             | TC Weiß-Blau Würzburg          | 8:1     | 16:4  | 111:45  |
| So. 14. Mai 11:00  | MTTC Iphitos München           | BASF TC Blau-Weiß Ludwigshafen | 1:8     | 5:16  | 69:112  |
| So. 14. Mai 11:00  | TC Augsburg                    | VfL Sindelfingen 1862          | 5:4     | 13:9  | 107:71  |
| So. 21. Mai 11:00  | TC Schwarz-Weiß Bous           | TC Augsburg                    | 3:6     | 10:14 | 104:123 |
| So. 21. Mai 11:00  | BASF TC Blau-Weiß Ludwigshafen | TC Weiß-Blau Würzburg          | 9:0     | 18:0  | 109:15  |
| So. 21. Mai 11:00  | MTTC Iphitos München           | Ski-Club Ettlingen             | 4:5     | 8:12  | 87:103  |
| So. 28. Mai 11:00  | TC Weiß-Blau Würzburg          | TC Schwarz-Weiß Bous           | 2:7     | 7:14  | 90:114  |
| So. 28. Mai 11:00  | BASF TC Blau-Weiß Ludwigshafen | Ski-Club Ettlingen             | 6:3     | 12:8  | 89:79   |
| So. 28. Mai 11:00  | VfL Sindelfingen 1862          | MTTC Iphitos München           | 6:3     | 12:9  | 111:105 |
| Mo. 5. Juni 11:00  | TC Schwarz-Weiß Bous           | MTTC Iphitos München           | 6:3     | 14:7  | 105:80  |
| Mo. 5. Juni 11:00  | TC Weiß-Blau Würzburg          | VfL Sindelfingen 1862          | 1:8     | 2:16  | 35:105  |
| Mo. 5. Juni 11:00  | TC Augsburg                    | BASF TC Blau-Weiß Ludwigshafen | 4:5     | 9:13  | 94:105  |
| Fr. 9. Juni 13:00  | TC Schwarz-Weiß Bous           | VfL Sindelfingen 1862          | 5:4     | 11:8  | 98:83   |
| Fr. 9. Juni 13:00  | MTTC Iphitos München           | TC Weiß-Blau Würzburg          | 8:1     | 16:2  | 103:34  |
| Fr. 9. Juni 13:00  | Ski-Club Ettlingen             | TC Augsburg                    | 5:4     | 12:8  | 101:78  |
| So. 11. Juni 11:00 | Ski-Club Ettlingen             | TC Schwarz-Weiß Bous           | 8:1     | 16:2  | 103:53  |
| So. 11. Juni 11:00 | VfL Sindelfingen 1862          | BASF TC Blau-Weiß Ludwigshafen | 1:8     | 4:16  | 59:107  |
| So. 11. Juni 11:00 | TC Augsburg                    | MTTC Iphitos München           | 8:1     | 16:3  | 103:41  |